# اسلیپ‌نات (آلبوم)
اسلیپ‌نات (به انگلیسی: Slipknot) اولین آلبوم استودیویی از گروه هوی‌متال آمریکایی، اسلیپ‌نات است. این آلبوم در ۲۹ ژوئن سال ۱۹۹۹ توسط رودرانز رکوردز منتشر شد که پیش از آن در سال ۱۹۹۸ دمویی که حاوی چند ترانه از این آلبوم بود، منتشر شده بود. بعدها در دسامبر ۱۹۹۹ در نتیجه یک دادگاه، این آلبوم با فهرست ترانه و مسترینگ کمی تغییریافته دوباره منتشر شد. این آلبوم اولین انتشار از گروه بود که توسط راس رابینسون تهیه شد که به جای تغییر روش موسیقایی اسلیپ‌نات، به دنبال بهبود صدای آن گروه بود. این تنها آلبومی است که دارای گیتاریست اصلی جاش برینارد است که در اواخر سال ۱۹۹۸ در پایان ضبط آلبوم در حالی که گروه استراحت کوتاهی می‌کرد، آن را ترک کرد. جیم روت که در این لحظه دو ترانه را ضبط کرد، به صورت تمام وقت در آلبوم‌های بعدی ظاهر می‌شود.